# العلاقات الصومالية الليبية
العلاقات الصومالية الليبية هي العلاقات الثنائية التي تجمع بين الصومال وليبيا.

## مقارنة بين البلدين
هذه مقارنة عامة ومرجعية للدولتين:
| وجه المقارنة                                              | الصومال                        | ليبيا                                       |
| --------------------------------------------------------- | ------------------------------ | ------------------------------------------- |
| المساحة (كم2)                                             | 637.66 ألف                     | 1.76 مليون                                  |
| عدد السكان (نسمة)                                         | 14.74 مليون                    | 6.37 مليون                                  |
| الكثافة السكانية (ن./كم²)                                 | 23.12                          | 3.62                                        |
| العاصمة                                                   | مقديشو                         | طرابلس                                      |
| اللغة الرسمية                                             | اللغة الصومالية، اللغة العربية | اللغة العربية، اللغة العربية الفصحى الحديثة |
| العملة                                                    | شلن صومالي                     | دينار ليبي                                  |
| الناتج المحلي الإجمالي (بليون دولار)                      | 7.37 مليار                     | 50.98 مليار                                 |
| الناتج المحلي الإجمالي (تعادل القوة الشرائية) بليون دولار |                                | 69.32 مليار                                 |
| الناتج المحلي الإجمالي الاسمي للفرد دولار أمريكي          | 549                            |                                             |
| الناتج المحلي الإجمالي للفرد دولار أمريكي                 |                                | 15.60 ألف                                   |
| مؤشر التنمية البشرية                                      |                                | 0.724                                       |
| رمز المكالمات الدولي                                      | +252                           | +218                                        |
| رمز الإنترنت                                              | .so                            | .ly                                         |
| المنطقة الزمنية                                           | ت ع م+03:00                    | ت ع م+02:00، توقيت شرق أوروبا               |

## منظمات دولية مشتركة
يشترك البلدان في عضوية مجموعة من المنظمات الدولية، منها:
| علم المنظمة | اسم المنظمة                                 | تاريخ انضمام الصومال | تاريخ انضمام ليبيا |
| ----------- | ------------------------------------------- | -------------------- | ------------------ |
|             | الصندوق العربي للإنماء الاقتصادي والاجتماعي | ?                    | ?                  |
|             | مؤسسة التنمية الدولية                       | 31 أغسطس 1962        | 1 أغسطس 1961       |
|             | يونسكو                                      | 15 نوفمبر 1960       | 27 يونيو 1953      |
|             | الأمم المتحدة                               | 20 سبتمبر 1960       | 14 ديسمبر 1955     |
|             | الاتحاد البريدي العالمي                     | ?                    | ?                  |
|             | جامعة الدول العربية                         | 14 فبراير 1974       | 28 مارس 1953       |
|             | صندوق النقد العربي                          | ?                    | ?                  |
|             | البنك الدولي للإنشاء والتعمير               | 31 أغسطس 1962        | 17 سبتمبر 1958     |
|             | منظمة التعاون الإسلامي                      | ?                    | ?                  |
|             | منظمة حظر الأسلحة الكيميائية                | ?                    | ?                  |
|             | الاتحاد الدولي للاتصالات                    | 28 سبتمبر 1962       | 3 فبراير 1953      |
|             | مؤسسة التمويل الدولية                       | 31 أغسطس 1962        | 18 سبتمبر 1958     |
|             | منظمة الشرطة الجنائية الدولية               | ?                    | ?                  |
|             | الاتحاد الأفريقي                            | ?                    | ?                  |
|             | البنك الإفريقي للتنمية                      | ?                    | ?                  |

## وصلات خارجية
- موقع وزارة الخارجية الصومالية
- موقع وزارة الخارجية الليبية